# Synagoge (Szentes)

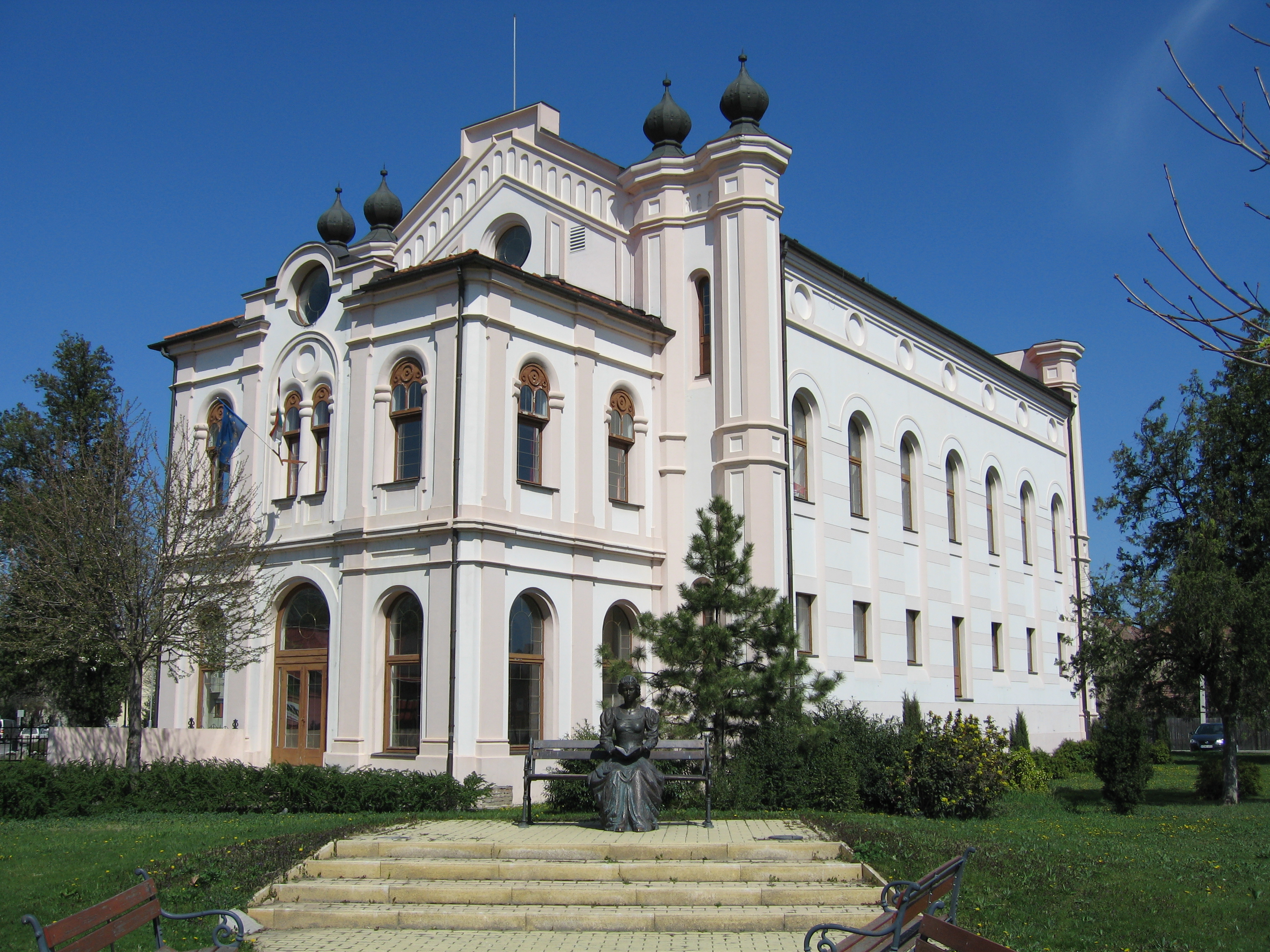
Synagoge in Szentes

Die Synagoge in Szentes, einer ungarischen Stadt im Komitat Csongrád-Csanád, wurde 1868 bis 1872 errichtet. Die profanierte Synagoge im Stil des Historismus wird heute als Stadtbibliothek genutzt.